# Zbigniew Klejment
Zbigniew Tadeusz Klejment (ur. 21 sierpnia 1959 w Jabłonnie) – polski prawnik i samorządowiec, notariusz, w latach 2003–2006 prezes Krajowej Rady Notarialnej.

## Życiorys
Ukończył studia prawnicze na Uniwersytecie Warszawskim, następnie odbył aplikację notarialną. W latach 1989–1990 pracował jako wizytator w Ministerstwie Sprawiedliwości. Od 1990 pracował w Państwowych Biurach Notarialnych w Ciechanowie i Legionowie, w 1992 otworzył prywatną kancelarię notarialną. W 1990 został radnym Legionowa z ramienia Komitetu Obywatelskiego, następnie wszedł w skład zarządu miasta. W radzie miejskiej zasiadał do 2003. W wyborach w 1997 bez powodzenia kandydował do parlamentu z listy AWS.
Od 1991 do 2003 był prezesem Izby Notarialnej w Warszawie. Następnie do 2006 zajmował stanowisko prezesa Krajowej Rady Notarialnej. Od powstania zaangażowany w działalność Instytutu Lecha Wałęsy, dołączył do jego pierwszych władz, pełnił potem funkcję przewodniczącego rady nadzorczej tej fundacji. Został też prezesem zarządu Fundacji na rzecz Bezpiecznego Obrotu Prawnego, poprzednio działającej pod nazwą Centrum Naukowe Notariatu – jednostki organizacyjnej powołanej w ramach samorządu notarialnego, wspierającej i prowadzącej prace naukowo-badawcze w zakresie określonych gałęzi prawa, a także zajmującej się problematyką samorządową i działalnością szkoleniową.
Inicjator ukazującego się od 1999 czasopisma Izby Notarialnej w Warszawie „Nowy Przegląd Notarialny”.

## Odznaczenia
W 2011 został przez prezydenta Bronisława Komorowskiego odznaczony Srebrnym Krzyżem Zasługi.